# Oratorio di San Carlo Borromeo (Monteforte d'Alpone)
L'Oratorio di San Giovanni Battista è una chiesa sussidiaria in Monteforte d'Alpone; fa parte del vicariato dell'Est Veronese, precisamente dell'Unità Pastorale Soave - Monteforte.

## Storia
L’Oratorio fu voluto dalla famiglia Boniotti, originaria della bresciana Polaveno e successivamente emigrata a Verona, dove aveva fatto fortuna nei settori manifatturiero e della concia e nel Cinquecento aveva fatto degli investimenti a Monteforte e a San Bonifacio. A Borgolecco (l’attuale viale Europa di Monteforte) i Boniotti fecero costruire una villa a cui, nei primi anni del Seicento Benedetto Boniotti fece aggiungere questo luogo di culto.
Nel 1836 il medico Pietro Trezzolani, di origini montefortiane, ma da tempo residente a Verona, acquistò da Luigi Boniotti la villa, i rustici, il brolo e l’oratorio.
Il luogo di culto, caduto in rovina già ai primi del Novecento, alla fine della Seconda Guerra Mondiale era malridotto, soprattutto a causa del crollo del tetto, tanto che nel 1947 l’allora sindaco Livio Antonioli diede l’ordine di demolirla. Ruggero Rizzini e Moreno Zoppi, due pittori montefortiani, chiesero l’intervento della Soprintendenza ai monumenti. Questo portò alla sospensione della demolizione e all’arrivo di un finanziamento ministeriale utilizzato per riparare il tetto.
Nel 1963 l’ingegnere Aldo Trezzolani, ultimo proprietario della villa, morì e nel suo testamento nominò erede universale la Provincia veneta di Sant’Antonio dell’Ordine dei frati minori. I frati vendettero tutto, ma, nel 2018 l’assessore alla Cultura Rosario Maccarrone scoprì che l’oratorio non apparteneva a nessuno e che, di conseguenza, si riteneva di proprietà comunale. Nel maggio 2019 i frati e il Comune di Monteforte chiusero l’accordo con cui l’edificio sacro veniva ceduto ufficialmente all’ente locale.
Un radicale restauro dell’edificio fu compiuto tra il 2020 e il 2021.

## Descrizione

### La facciata
La facciata a capanna, rivolta a nord, liscia e più alta dell’edificio, presenta un portale con mensola sostenuta da modiglioni. Il timpano è sormontato da tre pinnacoli in pietra con guglie, che reggono altrettanti globi con croce metallica.

### L’interno
L’interno è un’aula unica, con volta a crociera e illuminata da due finestre sulle pareti laterali.
Sulle pareti vi è una fascia decorativa a triglifi e si notano i resti dell’originaria decorazione a stucco, forse opera di David Reti, attivo agli inizi del Settecento
Il presbiterio, elevato di un gradino, ha la volta a botte. L’altare marmoreo possiede colonne, capitelli in stile ionico e pulvini che sorreggevano il timpano. L’opera è attribuibile a Domenico Curtoni, architetto e scultore veronese, autore anche di un altare nella chiesa di Sant’Elena in Verona.
L’altare includeva una pala, opera del pittore veronese Claudio Ridolfi raffigurante Maria Vergine col Bambino e i santi Carlo Borromeo, Francesco d’Assisi e Giovanni Battista. Citata da Carlo Ridolfi in Le Maraviglie dell'arte, da Bartolomeo Dal Pozzo e da Giovanni Battista Lanceni, l'opera scomparve in circostante poco chiare durante o immediatamente dopo la fine della Seconda Guerra Mondiale.
Esiste ancora la sacrestia, che, a suo tempo, permetteva l’accesso dal brolo della villa.

## Campanile
Sul tetto è presente un campanile a vela privo di campana.